# 鈍感之愛
《鈍感之愛》（英語：Anesthesia）是一部2015年美國獨立劇情電影，由提姆·布雷克·尼爾森編劇、導演、演出及監製。提姆·布雷克·尼爾森與森·禾達史東、格蓮·高絲、姬絲汀·史超域、葛雷琴·莫爾及哥里·史托演出。電影於2015年4月22日舉行的翠貝卡電影節上首映，並於2016年1月8日有限上映並透過IFC電影自選影像上映。

## 劇情
一個大學裡的哲學教授沃爾特·薩爾在一次搶劫時受傷，他為了逃脫，隨意地按響蜂鳴器，讓一個有孩子的中年父親阿森醒來，阿森勉強地回應沃爾特的請求，沃爾特在他懷裡失去意識。透過探索這些人與劫匪，以及癮君子阿喬之間的關係如何連結在一起，我們一起探索這個紐約市。沃爾特·薩爾、阿森、阿喬與行凶者經歷的波紋出現出來，當中包括一個酗酒的主婦、一個不顧一切地失去了童貞的少年、一個才華橫溢但失敗的作家、一對面對末期疾病的父母，以及一個傑出的研究生蘇菲以自殘來讓自己覺得活著……

## 演員
- 森·禾達史東[3] 飾 沃爾特·薩爾教授（Professor Walter Zarrow）[4]
- 提姆·布雷克·尼爾森 飾 亞當·薩爾（Adam Zarrow）[4]
- 姬絲汀·史超域 飾 蘇菲（Sophie）
- 格蓮·高絲[4] 飾 瑪西婭·薩爾（Marcia Zarrow）
- 葛雷琴·莫爾 飾 莎拉（Sarah）
- 哥里·史托 飾 森（Sam）
- K·托德·弗里曼（英语：K. Todd Freeman） 飾 喬（Joe）
- 米奇·薩姆納（英语：Mickey Sumner） 飾 妮可（Nicole）
- 羅伯·摩根 飾 帕內爾（Parnell）
- 李·維爾科夫（英语：Lee Wilkof） 飾 雷·艾森伯格（Ray Eisenberg）
- 漢娜·馬克斯（英语：Hannah Marks） 飾 艾拉·薩爾（Ella Zarrow）
- 張凱蒂（英语：Katie Chang） 飾 艾美（Amy）[5]
- 米高·K·威廉斯[4] 飾 傑弗里（Jeffrey）
- 葛蘿莉亞·魯本（英语：Gloria Reuben）[4] 飾 梅雷迪思（Meredith）
- 史考特·考亨（英语：Scott Cohen (actor)） 飾 拉弗醫生（Dr. Laffer）
- 尤·瓦茲奎茲（英语：Yul Vazquez） 飾 愛德華·巴恩斯醫生（Dr. Edward Barnes）
- 娜塔莎·葛瑞森·華格那（英语：Natasha Gregson Wagner） 飾 瑪塔（Marta）
- 潔西卡·赫克特（英语：Jessica Hecht） 飾 吉爾（Jill）
- 理查·托馬斯 飾 Mr. Werth
- 盧卡斯·海吉斯 飾 Greg
- Ekaterina Samsonov（英语：Ekaterina Samsonov） 飾 Angie

## 拍攝
拍攝選址於2013年在曼哈頓拍攝。

## 發布
電影於2015年4月22日的翠貝卡電影節上首映。稍後，IFC電影購得美國分銷權。電影在2016年1月8日有限上映並透過IFC電影自選影像上映。

## 評價
根據爛番茄網站，《鈍感之愛》評分為26%，基於43個評論，平均分為4.9/10。Metacritic給予58/100，從14個評論中抽樣取得，表示為「混合或平均評論」。
《鈍感之愛》於2015年翠貝卡電影節上首映，獲得普遍積極的評論。《The Wrap》的丹·卡拉漢（Dan Callahan）給這部電影一個積極的評論，並稱讚表現指出，導演兼編劇提姆·布雷克·尼爾森避免了在一場充滿憤怒和活力的當代戲劇中的多愁善感，他還指透過電影的憤怒，賦予了它的味道、它的心情以及它的重力。這部電影需要非常認真對待，它贏得這項權利。這愁眉苦臉的絕望讓尼爾森的臉孔在屏幕上永遠存在，也充分證明了他在這裡的創作，以及他給姬絲汀·史超域的方向，他加入的力量是非常充滿活力的。
《荷李活報道》的約翰·德福（John DeFore）寫道：「任何觀眾進入電影，他們當中沒有一個會在影片的尾聲不想擁抱森·禾達史東，演員完美地體現了一種學習的人文主義的味道，讓我們通過幾個更抽象的焦點討論社會的興衰。」

## 外部連結
- 互联网电影数据库（IMDb）上《鈍感之愛》的资料（英文）